# Trichosphaeria notabilis
Trichosphaeria notabilis är en svampart som beskrevs av Mouton 1900. Trichosphaeria notabilis ingår i släktet Trichosphaeria och familjen Trichosphaeriaceae.  Arten är reproducerande i Sverige. Inga underarter finns listade i Catalogue of Life.